# 세르틴
세르틴 (Certines)은 프랑스 오베르뉴론알프 앵주의 코뮌이다. 브레스 지역에 자리해 있다. 세르틴에 사는 사람은 '세르티누아' (Les Certinois)라 부른다.

## 역사
세르틴이라는 이름은 옛 프랑스어 '에사르테' (essarter)에서 유래한 것으로, '개간'을 의미한다. 원래는 에사르틴 (Essartines)이라 불렸으며 그 이름이 점점 줄어서 지금의 세르틴이 되었다.
1797년에는 근처의 레리프 (Les Rippes) 코뮌을 흡수 통합하였다. 다만 이 둘 간의 지역 감정은 좋지 않아 1867년에는 분리 청원서가 제출되어 상원에서 반려되기도 했다.

## 인구
| 연도 | 인구  | ±%    |
| ---- | ----- | ----- |
| 2006 | 1,414 | —     |
| 2007 | 1,432 | +1.3% |
| 2008 | 1,450 | +1.3% |
| 2009 | 1,444 | −0.4% |
| 2010 | 1,445 | +0.1% |
| 2011 | 1,447 | +0.1% |
| 2012 | 1,443 | −0.3% |
| 2013 | 1,440 | −0.2% |
| 2014 | 1,466 | +1.8% |
| 2015 | 1,552 | +5.9% |
| 2016 | 1,532 | −1.3% |

## 같이 보기
- 앵 주의 코뮌 목록